# پونه‌سا
پونه‌سا (نام علمی: Nepeta) نام یک سرده از تیره نعناعیان است. این سرده در حدود ۲۵۰ گونه دارد که بومی اروپا، آسیا و آفریقا است، و همچنین به آمریکای شمالی نیز رفته‌است.

## نگارخانه

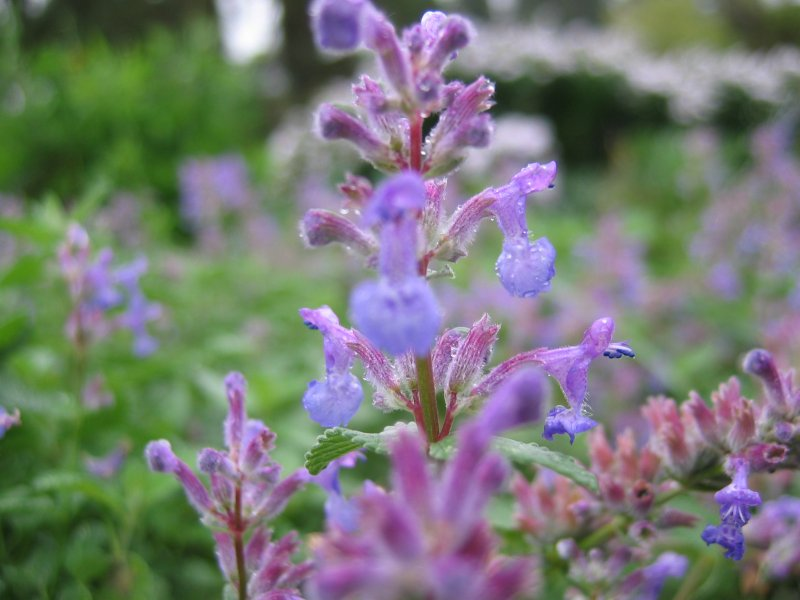
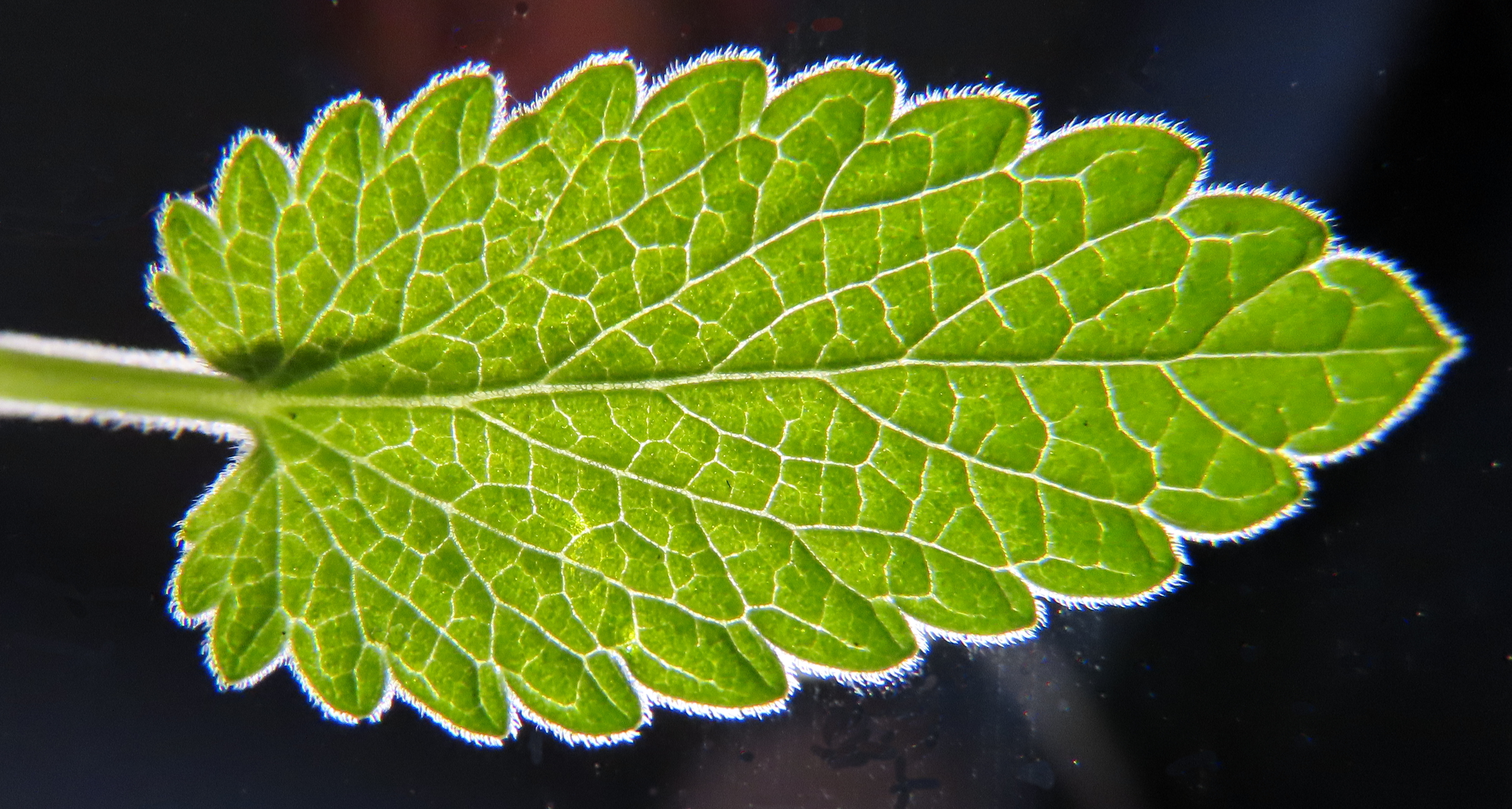
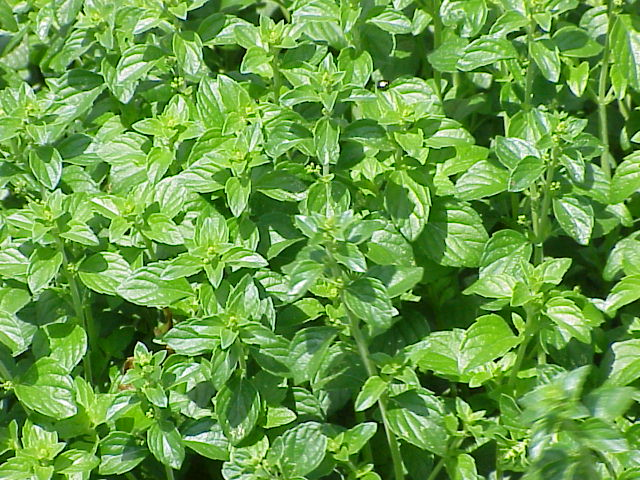